# The Sims 4: Al lavoro!
The Sims 4: Al Lavoro! (The Sims 4: Get to Work), è la prima espansione per il videogioco di simulazione di vita per computer The Sims 4; è disponibile in Europa dal 2 aprile 2015, in Inghilterra dal 3 aprile 2015 e in America dal 31 marzo 2015. Con questa espansione sono state introdotte tre nuove carriere: il medico, lo scienziato e il detective, in cui si potrà seguire il proprio Sim al lavoro.
A un buon livello della carriera scientifica si potrà accedere a un portale, il quale, aggiornato, potrà portare i Sim a Sixam, il pianeta alieno. Vi saranno poi due nuove abilità, fotografia e cottura al forno, nuove acconciature, vestiti, oggetti, trucchi e un nuovo quartiere, Magnolia Promenade, pieno di negozi dove fare acquisti; potrà aprire un negozio anche il giocatore stesso.

## La carriera scientifica
La carriera scientifica si può definire la carriera giusta per un Sim super curioso.
Questa carriera comprende il giardinaggio e si possono sperimentare varie macchine tecnologiche che permetteranno ai Sim di trasformare oggetti, prelevare il DNA da un membro della propria famiglia.
L'aumento della carriera permetterà di fare esperimenti sempre più complessi e rischiosi.

## La carriera medica
In questa carriera i Sim dovranno cercare di diagnosticare e curare le malattie dei Sim pazienti. Con l'aumento della carriera i Sim potranno curare malattie sempre più complicate, dalla "testa rigonfia" (tipica dei bambini) al parto. I Sim possono capitare in vere e proprie emergenze, possono fare visite a domicilio per i Sim che sono troppo malati per andare all'ospedale. Il tuo Sim inizierà come medico tirocinante per poi, col tempo, diventare medico ufficiale.

## La carriera da detective
In questa carriera i Sim dovranno risolvere dei casi, chiedendo ai colleghi e al capo, cercando indizi, esplorando il database dei servizi di polizia.
Dopo aver raccolto e analizzato abbastanza prove, i sim potranno andare di pattuglia e cercare di arrestare il colpevole.

## Gli alieni
Gli alieni sono un'altra novità di questa espansione. A differenza degli altri capitoli, gli alieni si potranno creare direttamente nel CUS. Anche alcuni dei Sim trovati in luoghi pubblici possono rivelarsi essere alieni.
Anche in questo capitolo i Sim possono essere rapiti dagli alieni.